# 本牧町 (横浜市)
本牧町（ほんもくちょう）は、神奈川県横浜市中区の地名。現行行政地名は本牧町1丁目から本牧町2丁目（字丁目）。住居表示未実施区域。

## 地理
中区の東部に位置し、東に小港町、南東に和田山、南西に本牧満坂、西に本郷町、北に北方町と接している。

### 地価
住宅地の地価は、2024年（令和6年）7月1日の神奈川県地価調査によれば、本牧町2丁目349番4の地点で28万7000円/m²となっている。

## 歴史

### 沿革
かつて横浜市の編入する前のこの場所は、久良岐郡本牧村大字本牧本郷であった。
- 1901年（明治34年）4月1日 - 横浜市に編入。横浜市本牧町となる[7]。
- 1912年（明治45年）6月11日 - 埋め立て地の一部を編入[8]。
- 1927年（昭和2年）10月1日 - 横浜市の区制施行により、中区を新設。横浜市中区本牧町となる[9]。
- 1928年（昭和3年）9月1日 - 本牧町の一部を本郷町へ編入[10]。
- 1933年（昭和8年）4月1日 - 北方町の一部を北方町からに編入。本牧町の一部から小港町、本牧十二天、本牧元町、本牧大里町、本牧和田、本牧三之谷、本牧満坂、本牧荒井、本牧緑ケ丘、西之谷町、間門町、本郷町を新設[11]。
- 1959年（昭和34年）5月12日 - 本牧町の一部を本牧三之谷へ編入[12]。
- 1966年（昭和41年）12月2日 - 埋め立て地の一部を編入[12]。
- 1967年（昭和42年）11月10日 - 埋め立て地の一部を編入[13]。
- 1968年（昭和43年）12月1日 - 埋め立て地の一部を編入[13]。
- 1986年（昭和61年）7月21日 - 本牧町の一部を本牧三之谷、本牧原、本牧宮原、本牧和田、和田山へ編入[14]。

## 世帯数と人口
2025年（令和7年）6月30日現在（横浜市発表）の世帯数と人口は以下の通りである。
| 丁目        | 世帯数    | 人口    |
| ----------- | --------- | ------- |
| 本牧町1丁目 | 1,779世帯 | 3,158人 |
| 本牧町2丁目 | 1,536世帯 | 2,693人 |
| 計          | 3,315世帯 | 5,851人 |

### 人口の変遷
国勢調査による人口の推移。
| 年                 | 人口  |
| ------------------ | ----- |
| 1995年（平成7年）  | 5,692 |
| 2000年（平成12年） | 5,829 |
| 2005年（平成17年） | 5,900 |
| 2010年（平成22年） | 5,969 |
| 2015年（平成27年） | 5,655 |
| 2020年（令和2年）  | 5,903 |

### 世帯数の変遷
国勢調査による世帯数の推移。
| 年                 | 世帯数 |
| ------------------ | ------ |
| 1995年（平成7年）  | 2,339  |
| 2000年（平成12年） | 2,505  |
| 2005年（平成17年） | 2,703  |
| 2010年（平成22年） | 2,881  |
| 2015年（平成27年） | 2,850  |
| 2020年（令和2年）  | 3,052  |

## 学区
市立小・中学校に通う場合、学区は以下の通りとなる（2024年11月時点）。
| 丁目        | 番・番地等 | 小学校             | 中学校             |
| ----------- | ---------- | ------------------ | ------------------ |
| 本牧町1丁目 | 全域       | 横浜市立大鳥小学校 | 横浜市立本牧中学校 |
| 本牧町2丁目 | 全域       | 横浜市立大鳥小学校 | 横浜市立本牧中学校 |

## 事業所
2021年現在の経済センサス調査による事業所数と従業員数は以下の通りである。
| 丁目        | 事業所数  | 従業員数 |
| ----------- | --------- | -------- |
| 本牧町1丁目 | 139事業所 | 966人    |
| 本牧町2丁目 | 116事業所 | 646人    |
| 計          | 255事業所 | 1,612人  |

### 事業者数の変遷
経済センサスによる事業所数の推移。
| 年                 | 事業者数 |
| ------------------ | -------- |
| 2016年（平成28年） | 285      |
| 2021年（令和3年）  | 255      |

### 従業員数の変遷
経済センサスによる従業員数の推移。
| 年                 | 従業員数 |
| ------------------ | -------- |
| 2016年（平成28年） | 1,841    |
| 2021年（令和3年）  | 1,612    |

## 施設
- 横浜本牧郵便局[24]
- 横浜市立大鳥小学校

## その他

### 日本郵便
- 郵便番号：231-0806[3]（集配局：横浜港郵便局[25]）

### 警察
町内の警察の管轄区域は以下の通りである。
| 番・番地等 | 警察署     | 交番・駐在所 |
| ---------- | ---------- | ------------ |
| 全域       | 山手警察署 | 見晴通交番   |